# ハロー、ハッピーワールド!
ハロー、ハッピーワールド!は、日本の声優ユニットである。
同ユニットは、ブシロードによるメディアミックスプロジェクト『BanG Dream!』の一環として誕生しており、ブシロードミュージックに所属している。
ライブでは主に伊藤美来（弦巻こころ 役）がボーカルとして参加している。

## 音楽性
プロジェクトのプロデューサーを務める上松範康が「アニメ!アニメ!」とのインタビューで語ったところによると、同ユニットの楽曲制作は藤間仁が担当することが多いとされている。上松は、立ち絵の連想から、同ユニットの音楽にマーチングバンドの要素を取り入れたのだろうと推測しつつも、世界観が急激に広がって驚いたとも話している。
上松はボーカルの伊藤美来の歌声をおもちゃ箱のようだとしつつも、あの声のまま技巧を求められる曲を歌いこなす点を評価し、彼女の歌声が曲をリードしていくようだと述べている。また、インタビューに同席していたもう一人の音楽プロデューサー・藤田淳平も同ユニットの音楽性をおもちゃ箱にたとえており、基本はJロックでありながら、遊びの幅が広いので、曲を作っていて楽しいと話している。
外部のライターからも伊藤のパフォーマンスを評価する声が挙がっており、ライターの中里キリはアキバ総研に寄せた「BanG Dream! 7th☆LIVE DAY2:RAISE A SUILEN“Genesis”」（2019年2月22日）のレポートの中で、「（ゲストで参加した）伊藤さんは弦巻こころというある意味非常にアニメ的なキャラクターを生身で体現していて[中略]にっこり笑ってのキメまで含めた全てが完璧で、2.5次元という概念が形になったようだ。」と述べている。

## メンバー
- 伊藤美来：弦巻こころ役
- 田所あずさ：瀬田薫役
- 吉田有里：北沢はぐみ役
- 豊田萌絵：松原花音役
- 黒沢ともよ：奥沢美咲役

## 参加イベント
- ガルパライブ&ガルパーティ！in 東京（東京ビッグサイト、2018年1月13日、14日）
- BanG Dream! 6th☆LIVE Day1:RAISE A SUILEN  Brave New World（両国国技館、2018年12月7日） - ゲストボーカル
- BanG Dream! 2nd Season制作発表会（イオンシネマ板橋、2018年12月12日） - ミニライブ
- バンドリ！ラジオ祭り！（パシフィコ横浜 国立大ホール、2019年2月8日）
- BanG Dream! 7th☆LIVE Day2「Genesis」（日本武道館、2019年2月22日） - ゲスト：伊藤美来
- 「バンドリ！ ラジオ祭り！」ガルパラジオ×あみたいむ×＠ハロハピCiRCLE放送局（舞浜アンフィシアター、2019年5月20日）
- ガルパーティ！&スタリラ祭 2019 in池袋（池袋サンシャインシティ、2019年6月9日）
- RAISE A SUILEN 単独ライブ「Heaven and Earth」（神戸ワールド記念ホール、2019年7月14日） - ゲスト：伊藤美来
- Animelo Summer Live 2019 -STORY-（さいたまスーパーアリーナ、2019年8月31日）-「弦巻こころ&ミッシェル from ハロー、ハッピーワールド！」名義でサプライズ出演
- BanG Dream! Xmas Party 2019（東京ドームシティホール、2019年12月12日）
- BanG Dream! Special☆LIVE Girls Band Party! 2020（メットライフドーム、2020年5月3日）※開催延期
- ハッピー！ラッキー！スマイル！フェスティバル！ (KT Zepp Yokohama、2023年9月9日)

## タイアップ曲
| 楽曲                                 | タイアップ                                                                               | 時期   |
| ------------------------------------ | ---------------------------------------------------------------------------------------- | ------ |
| えがおのオーケストラっ！             | ショートアニメ『BanG Dream! ガルパ☆ピコ』挿入歌                                          | 2018年 |
| えがおのオーケストラっ！             | テレビアニメ『BanG Dream! 2nd Season』挿入歌                                             | 2019年 |
| えがおのオーケストラっ！             | 劇場版「BanG Dream! FILM LIVE」挿入歌                                                    | 2019年 |
| キミがいなくちゃっ！                 | テレビ番組『バンドリTV!』オープニングテーマ                                              | 2018年 |
| キミがいなくちゃっ！                 | 劇場版アニメ「BanG Dream! FILM LIVE 2nd Stage」挿入歌                                    | 2021年 |
| ゴーカ！ごーかい!?ファントムシーフ！ | テレビアニメ『BanG Dream! 2nd Season』挿入歌                                             | 2019年 |
| ゴーカ！ごーかい!?ファントムシーフ！ | 劇場版アニメ「BanG Dream! FILM LIVE 2nd Stage」挿入歌                                    | 2021年 |
| せかいのっびのびトレジャー！         | テレビアニメ『BanG Dream! 2nd Season』挿入歌                                             | 2019年 |
| せかいのっびのびトレジャー！         | 劇場版「BanG Dream! FILM LIVE」挿入歌                                                    | 2019年 |
| えがお・シング・あ・ソング           | テレビアニメ『BanG Dream! 2nd Season』挿入歌                                             | 2019年 |
| えがお・シング・あ・ソング           | テレビ番組『バンドリTV!』オープニングテーマ                                              | 2019年 |
| えがお・シング・あ・ソング           | 劇場版「BanG Dream! FILM LIVE」挿入歌                                                    | 2019年 |
| うぃーきゃん☆フレフレっ！            | 劇場版アニメ「BanG Dream! FILM LIVE 2nd Stage」挿入歌                                    | 2021年 |
| スタ〜リング ☆じぶん☆                | テレビアニメ『カードファイト!! ヴァンガード Divinez デラックス決勝編』エンディングテーマ | 2025年 |